# 조선총독부 전매국
조선총독부 전매국(朝鮮總督府 專賣局)은 일제강점기 조선에 설치된 조선총독부 소속의 관청이다. 담배, 소금, 인삼, 아편, 마약(모르핀춘약)류의 전매 사무를 관장하였다.

## 연혁
1910년 10월 1일에 조선총독부 소속 관청으로 전매국이 설치되었다. 1912년 3월 31일에 행정 기구 간소화를 위한 관제 개정에 의하여 폐지되었다. 1921년 4월 1일에 조선 담배 전매령(제령 제5호)을 공포하여 7월 1일부터 담배의 전매를 실시하였고 4월 1일에 칙령 제53호에 의해서 전매국을 신설하였다. 1943년 12월 1일에 조선총독부의 관제 개정에 의해서 외국(外局)이었던 전매국은 폐지되어 업무는 재무국에 신설된 전매총무과(專賣總務課)와 전매사업과(專賣事業課)에 각각 이관되었다. 덧붙여 본부 직할의 지방 외국으로서 경성, 평양, 대구, 전주의 각 전매국(옛 지방전매국)은 잔존하였다.

## 기구
※ 1941년 9월 1일 당시의 조직 구성이다. 중앙에는 전매국, 지방에는 지방전매국 등이 설치되었다.
- 전매국(專賣局)
  - 서무과(庶務課)
  - 수납과(收納課)
  - 판매과(販賣課)
  - 제조과(製造課)
  - 염삼과(鹽蔘課)
  - 연구소(研究所)
- (지방)
  - 지방전매국(地方專賣局) - 경성, 전주, 대구, 평양(4개소)
  - 출장소(出張所) - 27개소

## 참고 문헌
- 조선총독부 편, 《시정 30년사》(施政三十年史), 조선총독부, 1940년.
- 조선총독부 편, 《조선사정 쇼와 17년도판》(朝鮮事情 昭和十七年度版), 조선총독부, 1941년.
- 전전기관료제연구회 편, 《전전기일본관료제의 제도·조직·인사》(戰前期日本官僚制の制度·組織·人事), 도쿄대학교출판회, 1981년.

## 같이 보기
- 조선총독부
- KT&G